# Chile en la Copa Mundial de Fútbol Sub-17 de 2019
La selección de Chile fue uno de los 24 equipos participantes en la Copa Mundial de Fútbol Sub-17 de 2019, torneo que se llevó a cabo entre el 26 de octubre y 17 de noviembre de 2019 en Brasil.
En el sorteo la Rojita quedó emparejada en el Grupo C, junto con Corea del Sur, Francia y Haití.
Correspondió a la quinta participación absoluta de Chile en la Copa Mundial sub-17 y la tercera consecutiva (segunda clasificación consecutiva por mérito propio, debido a que en 2015 fue el anfitrión, clasificándose automáticamente).

## Jugadores
| Dorsal              | Jugador           | Posición |
| ------------------- | ----------------- | -------- |
| 1                   | Julio Fierro      | ARQ      |
| 12                  | Diego Carreño     | ARQ      |
| 21                  | Vicente Reyes     | ARQ      |
| 2                   | David Tati        | DEF      |
| 3                   | Nicolás Garrido   | DEF      |
| 4                   | Cristián Riquelme | DEF      |
| 5                   | Daniel González   | DEF      |
| 13                  | Bruno Gutiérrez   | DEF      |
| 15                  | Daniel Gutiérrez  | DEF      |
| 6                   | Vicente Pizarro   | MED      |
| 8                   | Danilo Díaz       | MED      |
| 10                  | Joan Cruz         | MED      |
| 14                  | César Pérez       | MED      |
| 16                  | Patricio Flores   | MED      |
| 20                  | Luis Rojas        | MED      |
| 7                   | Gonzalo Tapia     | DEL      |
| 9                   | Alexander Aravena | DEL      |
| 11                  | Alexander Oroz    | DEL      |
| 17                  | César Díaz        | DEL      |
| 18                  | Kennan Sepúlveda  | DEL      |
| 19                  | Lucas Assadi      | DEL      |
| D.T. Cristián Leiva |                   |          |

## Participación

### Fase de grupos

#### Grupo C
| Pos. | Equipo        | Pts. | PJ | PG | PE | PP | GF | GC | Dif. |
| ---- | ------------- | ---- | -- | -- | -- | -- | -- | -- | ---- |
| 1.º  | Francia       | 9    | 3  | 3  | 0  | 0  | 7  | 1  | 6    |
| 2.º  | Corea del Sur | 6    | 3  | 2  | 0  | 1  | 5  | 5  | 0    |
| 3.º  | Chile         | 3    | 3  | 1  | 0  | 2  | 5  | 6  | −1   |
| 4.º  | Haití         | 0    | 3  | 0  | 0  | 3  | 3  | 8  | −5   |

|  | Clasificados a la Segunda Fase |
|  | Clasificado como Mejor Tercero |

#### Fecha 1
| 1     | POR   | Melvin Zinga         |     |
| 19    | DEF   | Brandon Soppy        |     |
| 5     | DEF   | Tanguy Nianzou       |     |
| 4     | DEF   | Chrislain Matsima    |     |
| 3     | DEF   | Timothée Pembélé     |     |
| 13    | MED   | Naouirou Ahamada     | 81' |
| 6     | MED   | Lucien Agoumé        |     |
| 10    | MED   | Adil Aouchiche       |     |
| 18    | DEL   | Isaac Lihadji        | 90' |
| 11    | DEL   | Nathanaël Mbuku      |     |
| 7     | DEL   | Arnaud Kalimuendo    | 72' |
| D. T. | D. T. | Jean-Claude Giuntini |     |

| 1     | POR   | Julio Fierro      |     |
| 13    | DEF   | Bruno Gutiérrez   |     |
| 5     | DEF   | Daniel González   |     |
| 15    | DEF   | Daniel Gutiérrez  |     |
| 4     | DEF   | Cristián Riquelme |     |
| 6     | MED   | Vicente Pizarro   |     |
| 14    | MED   | César Pérez       | 72' |
| 20    | MED   | Luis Rojas        |     |
| 11    | DEL   | Alexander Oroz    | 58' |
| 9     | DEL   | Alexander Aravena | 86' |
| 18    | DEL   | Kennan Sepúlveda  |     |
| D. T. | D. T. | Cristián Leiva    |     |

| 9  | DEL | Georginio Rutter | 72' |
| 8  | MED | Enzo Millot      | 81' |
| 15 | DEL | Haissem Hassan   | 90' |

| 7  | DEL | Gonzalo Tapia | 58' |
| 10 | MED | Joan Cruz     | 72' |
| 19 | DEL | Lucas Assadi  | 86' |

| 63' (pen.) · 64' | Lucien Agoumé Isaac Lihadji | 1:0 2:0 |

| 57' | Nathanaël Mbuku |

| 62' | Vicente Pizarro |

| Principal  | Iván Barton       |
| Asistentes | David Moran       |
|            | Zachari Zeegelaar |
| Cuarto     | Juan Calderón     |

| VAR            | Armando Villarreal |
| Asistentes VAR | Quetzali Alvarado  |

|  |                    |     |     |
|  | Tiros              | 23  | 3   |
|  | Tiros a puerta     | 6   | 0   |
|  | Faltas             | 16  | 15  |
|  | Saques de esquina  | 6   | 1   |
|  | Penaltis           | 1   | 0   |
|  | Fueras de juego    | 2   | 0   |
|  | Posesión del balón | 51% | 49% |

| 1     | POR   | Melvin Zinga         |     |
| 19    | DEF   | Brandon Soppy        |     |
| 5     | DEF   | Tanguy Nianzou       |     |
| 4     | DEF   | Chrislain Matsima    |     |
| 3     | DEF   | Timothée Pembélé     |     |
| 13    | MED   | Naouirou Ahamada     | 81' |
| 6     | MED   | Lucien Agoumé        |     |
| 10    | MED   | Adil Aouchiche       |     |
| 18    | DEL   | Isaac Lihadji        | 90' |
| 11    | DEL   | Nathanaël Mbuku      |     |
| 7     | DEL   | Arnaud Kalimuendo    | 72' |
| D. T. | D. T. | Jean-Claude Giuntini |     |

| 1     | POR   | Julio Fierro      |     |
| 13    | DEF   | Bruno Gutiérrez   |     |
| 5     | DEF   | Daniel González   |     |
| 15    | DEF   | Daniel Gutiérrez  |     |
| 4     | DEF   | Cristián Riquelme |     |
| 6     | MED   | Vicente Pizarro   |     |
| 14    | MED   | César Pérez       | 72' |
| 20    | MED   | Luis Rojas        |     |
| 11    | DEL   | Alexander Oroz    | 58' |
| 9     | DEL   | Alexander Aravena | 86' |
| 18    | DEL   | Kennan Sepúlveda  |     |
| D. T. | D. T. | Cristián Leiva    |     |

| 9  | DEL | Georginio Rutter | 72' |
| 8  | MED | Enzo Millot      | 81' |
| 15 | DEL | Haissem Hassan   | 90' |

| 7  | DEL | Gonzalo Tapia | 58' |
| 10 | MED | Joan Cruz     | 72' |
| 19 | DEL | Lucas Assadi  | 86' |

| 63' (pen.) · 64' | Lucien Agoumé Isaac Lihadji | 1:0 2:0 |

| 57' | Nathanaël Mbuku |

| 62' | Vicente Pizarro |

| Principal  | Iván Barton       |
| Asistentes | David Moran       |
|            | Zachari Zeegelaar |
| Cuarto     | Juan Calderón     |

| VAR            | Armando Villarreal |
| Asistentes VAR | Quetzali Alvarado  |

|  |                    |     |     |
|  | Tiros              | 23  | 3   |
|  | Tiros a puerta     | 6   | 0   |
|  | Faltas             | 16  | 15  |
|  | Saques de esquina  | 6   | 1   |
|  | Penaltis           | 1   | 0   |
|  | Fueras de juego    | 2   | 0   |
|  | Posesión del balón | 51% | 49% |

| 1     | POR   | Melvin Zinga         |     |
| 19    | DEF   | Brandon Soppy        |     |
| 5     | DEF   | Tanguy Nianzou       |     |
| 4     | DEF   | Chrislain Matsima    |     |
| 3     | DEF   | Timothée Pembélé     |     |
| 13    | MED   | Naouirou Ahamada     | 81' |
| 6     | MED   | Lucien Agoumé        |     |
| 10    | MED   | Adil Aouchiche       |     |
| 18    | DEL   | Isaac Lihadji        | 90' |
| 11    | DEL   | Nathanaël Mbuku      |     |
| 7     | DEL   | Arnaud Kalimuendo    | 72' |
| D. T. | D. T. | Jean-Claude Giuntini |     |

| 1     | POR   | Julio Fierro      |     |
| 13    | DEF   | Bruno Gutiérrez   |     |
| 5     | DEF   | Daniel González   |     |
| 15    | DEF   | Daniel Gutiérrez  |     |
| 4     | DEF   | Cristián Riquelme |     |
| 6     | MED   | Vicente Pizarro   |     |
| 14    | MED   | César Pérez       | 72' |
| 20    | MED   | Luis Rojas        |     |
| 11    | DEL   | Alexander Oroz    | 58' |
| 9     | DEL   | Alexander Aravena | 86' |
| 18    | DEL   | Kennan Sepúlveda  |     |
| D. T. | D. T. | Cristián Leiva    |     |

| 9  | DEL | Georginio Rutter | 72' |
| 8  | MED | Enzo Millot      | 81' |
| 15 | DEL | Haissem Hassan   | 90' |

| 7  | DEL | Gonzalo Tapia | 58' |
| 10 | MED | Joan Cruz     | 72' |
| 19 | DEL | Lucas Assadi  | 86' |

| 63' (pen.) · 64' | Lucien Agoumé Isaac Lihadji | 1:0 2:0 |

| 57' | Nathanaël Mbuku |

| 62' | Vicente Pizarro |

| Principal  | Iván Barton       |
| Asistentes | David Moran       |
|            | Zachari Zeegelaar |
| Cuarto     | Juan Calderón     |

| VAR            | Armando Villarreal |
| Asistentes VAR | Quetzali Alvarado  |

|  |                    |     |     |
|  | Tiros              | 23  | 3   |
|  | Tiros a puerta     | 6   | 0   |
|  | Faltas             | 16  | 15  |
|  | Saques de esquina  | 6   | 1   |
|  | Penaltis           | 1   | 0   |
|  | Fueras de juego    | 2   | 0   |
|  | Posesión del balón | 51% | 49% |

| 1     | POR   | Melvin Zinga         |     |
| 19    | DEF   | Brandon Soppy        |     |
| 5     | DEF   | Tanguy Nianzou       |     |
| 4     | DEF   | Chrislain Matsima    |     |
| 3     | DEF   | Timothée Pembélé     |     |
| 13    | MED   | Naouirou Ahamada     | 81' |
| 6     | MED   | Lucien Agoumé        |     |
| 10    | MED   | Adil Aouchiche       |     |
| 18    | DEL   | Isaac Lihadji        | 90' |
| 11    | DEL   | Nathanaël Mbuku      |     |
| 7     | DEL   | Arnaud Kalimuendo    | 72' |
| D. T. | D. T. | Jean-Claude Giuntini |     |

| 1     | POR   | Julio Fierro      |     |
| 13    | DEF   | Bruno Gutiérrez   |     |
| 5     | DEF   | Daniel González   |     |
| 15    | DEF   | Daniel Gutiérrez  |     |
| 4     | DEF   | Cristián Riquelme |     |
| 6     | MED   | Vicente Pizarro   |     |
| 14    | MED   | César Pérez       | 72' |
| 20    | MED   | Luis Rojas        |     |
| 11    | DEL   | Alexander Oroz    | 58' |
| 9     | DEL   | Alexander Aravena | 86' |
| 18    | DEL   | Kennan Sepúlveda  |     |
| D. T. | D. T. | Cristián Leiva    |     |

| 9  | DEL | Georginio Rutter | 72' |
| 8  | MED | Enzo Millot      | 81' |
| 15 | DEL | Haissem Hassan   | 90' |

| 7  | DEL | Gonzalo Tapia | 58' |
| 10 | MED | Joan Cruz     | 72' |
| 19 | DEL | Lucas Assadi  | 86' |

| 63' (pen.) · 64' | Lucien Agoumé Isaac Lihadji | 1:0 2:0 |

| 57' | Nathanaël Mbuku |

| 62' | Vicente Pizarro |

| Principal  | Iván Barton       |
| Asistentes | David Moran       |
|            | Zachari Zeegelaar |
| Cuarto     | Juan Calderón     |

| VAR            | Armando Villarreal |
| Asistentes VAR | Quetzali Alvarado  |

|  |                    |     |     |
|  | Tiros              | 23  | 3   |
|  | Tiros a puerta     | 6   | 0   |
|  | Faltas             | 16  | 15  |
|  | Saques de esquina  | 6   | 1   |
|  | Penaltis           | 1   | 0   |
|  | Fueras de juego    | 2   | 0   |
|  | Posesión del balón | 51% | 49% |

#### Fecha 2
| 1     | POR   | Julio Fierro      |     |
| 2     | DEF   | David Tati        | 90' |
| 5     | DEF   | Daniel González   |     |
| 15    | DEF   | Daniel Gutiérrez  |     |
| 4     | DEF   | Cristián Riquelme |     |
| 6     | MED   | Vicente Pizarro   |     |
| 8     | MED   | Danilo Díaz       | 61' |
| 20    | MED   | Luis Rojas        |     |
| 7     | DEL   | Gonzalo Tapia     |     |
| 9     | DEL   | Alexander Aravena |     |
| 11    | DEL   | Alexander Oroz    | 73' |
| D. T. | D. T. | Cristián Leiva    |     |

| 1     | POR   | Stephner Paul      |     |
| 2     | DEF   | Jean Geffrard      |     |
| 14    | DEF   | Woodbens Ceneus    |     |
| 3     | DEF   | Samuel Jeanty      |     |
| 5     | DEF   | Stanley Guirand    |     |
| 11    | MED   | Fredler Christophe |     |
| 6     | MED   | Corlens Etienne    | 81' |
| 18    | MED   | Carl Sainte        |     |
| 13    | MED   | Maudwindo Germain  | 74' |
| 10    | MED   | Dany Jean          |     |
| 9     | DEL   | Kervens Jolicoeur  |     |
| D. T. | D. T. | Miguel Perdomo     |     |

| 10 | MED | Joan Cruz        | 61' |
| 18 | DEL | Kennan Sepúlveda | 73' |
| 13 | DEF | Bruno Gutiérrez  | 90' |

| 8  | MED | Rolph Philippe   | 74' |
| 17 | DEL | Frantzety Herard | 81' |

| 11' · 45' (a.g.) · 52' · 89' | Luis Rojas Woodbens Ceneus Gonzalo Tapia David Tati | 1:0 2:1 3:1 4:2 |

| 37' (pen.) · 55' | Samuel Jeanty Kervens Jolicoeur | 1:1 3:2 |

| 46' · 84' | Cristián Riquelme David Tati |

| 31' · 58' | Samuel Jeanty Jean Geffrard |

| 88' | Samuel Jeanty |

| Principal  | Andris Treimanis       |
| Asistentes | Haralds Gudermanis     |
|            | Aleksejs Spasjonnikovs |
| Cuarto     | Juan Calderón          |

| VAR            | Bibiana Steinhaus  |
| Asistentes VAR | Bartosz Frankowski |

|  |                    |     |     |
|  | Tiros              | 13  | 13  |
|  | Tiros a puerta     | 6   | 3   |
|  | Faltas             | 15  | 14  |
|  | Saques de esquina  | 5   | 8   |
|  | Penaltis           | 0   | 1   |
|  | Fueras de juego    | 2   | 1   |
|  | Posesión del balón | 52% | 48% |

| 1     | POR   | Julio Fierro      |     |
| 2     | DEF   | David Tati        | 90' |
| 5     | DEF   | Daniel González   |     |
| 15    | DEF   | Daniel Gutiérrez  |     |
| 4     | DEF   | Cristián Riquelme |     |
| 6     | MED   | Vicente Pizarro   |     |
| 8     | MED   | Danilo Díaz       | 61' |
| 20    | MED   | Luis Rojas        |     |
| 7     | DEL   | Gonzalo Tapia     |     |
| 9     | DEL   | Alexander Aravena |     |
| 11    | DEL   | Alexander Oroz    | 73' |
| D. T. | D. T. | Cristián Leiva    |     |

| 1     | POR   | Stephner Paul      |     |
| 2     | DEF   | Jean Geffrard      |     |
| 14    | DEF   | Woodbens Ceneus    |     |
| 3     | DEF   | Samuel Jeanty      |     |
| 5     | DEF   | Stanley Guirand    |     |
| 11    | MED   | Fredler Christophe |     |
| 6     | MED   | Corlens Etienne    | 81' |
| 18    | MED   | Carl Sainte        |     |
| 13    | MED   | Maudwindo Germain  | 74' |
| 10    | MED   | Dany Jean          |     |
| 9     | DEL   | Kervens Jolicoeur  |     |
| D. T. | D. T. | Miguel Perdomo     |     |

| 10 | MED | Joan Cruz        | 61' |
| 18 | DEL | Kennan Sepúlveda | 73' |
| 13 | DEF | Bruno Gutiérrez  | 90' |

| 8  | MED | Rolph Philippe   | 74' |
| 17 | DEL | Frantzety Herard | 81' |

| 11' · 45' (a.g.) · 52' · 89' | Luis Rojas Woodbens Ceneus Gonzalo Tapia David Tati | 1:0 2:1 3:1 4:2 |

| 37' (pen.) · 55' | Samuel Jeanty Kervens Jolicoeur | 1:1 3:2 |

| 46' · 84' | Cristián Riquelme David Tati |

| 31' · 58' | Samuel Jeanty Jean Geffrard |

| 88' | Samuel Jeanty |

| Principal  | Andris Treimanis       |
| Asistentes | Haralds Gudermanis     |
|            | Aleksejs Spasjonnikovs |
| Cuarto     | Juan Calderón          |

| VAR            | Bibiana Steinhaus  |
| Asistentes VAR | Bartosz Frankowski |

|  |                    |     |     |
|  | Tiros              | 13  | 13  |
|  | Tiros a puerta     | 6   | 3   |
|  | Faltas             | 15  | 14  |
|  | Saques de esquina  | 5   | 8   |
|  | Penaltis           | 0   | 1   |
|  | Fueras de juego    | 2   | 1   |
|  | Posesión del balón | 52% | 48% |

| 1     | POR   | Julio Fierro      |     |
| 2     | DEF   | David Tati        | 90' |
| 5     | DEF   | Daniel González   |     |
| 15    | DEF   | Daniel Gutiérrez  |     |
| 4     | DEF   | Cristián Riquelme |     |
| 6     | MED   | Vicente Pizarro   |     |
| 8     | MED   | Danilo Díaz       | 61' |
| 20    | MED   | Luis Rojas        |     |
| 7     | DEL   | Gonzalo Tapia     |     |
| 9     | DEL   | Alexander Aravena |     |
| 11    | DEL   | Alexander Oroz    | 73' |
| D. T. | D. T. | Cristián Leiva    |     |

| 1     | POR   | Stephner Paul      |     |
| 2     | DEF   | Jean Geffrard      |     |
| 14    | DEF   | Woodbens Ceneus    |     |
| 3     | DEF   | Samuel Jeanty      |     |
| 5     | DEF   | Stanley Guirand    |     |
| 11    | MED   | Fredler Christophe |     |
| 6     | MED   | Corlens Etienne    | 81' |
| 18    | MED   | Carl Sainte        |     |
| 13    | MED   | Maudwindo Germain  | 74' |
| 10    | MED   | Dany Jean          |     |
| 9     | DEL   | Kervens Jolicoeur  |     |
| D. T. | D. T. | Miguel Perdomo     |     |

| 10 | MED | Joan Cruz        | 61' |
| 18 | DEL | Kennan Sepúlveda | 73' |
| 13 | DEF | Bruno Gutiérrez  | 90' |

| 8  | MED | Rolph Philippe   | 74' |
| 17 | DEL | Frantzety Herard | 81' |

| 11' · 45' (a.g.) · 52' · 89' | Luis Rojas Woodbens Ceneus Gonzalo Tapia David Tati | 1:0 2:1 3:1 4:2 |

| 37' (pen.) · 55' | Samuel Jeanty Kervens Jolicoeur | 1:1 3:2 |

| 46' · 84' | Cristián Riquelme David Tati |

| 31' · 58' | Samuel Jeanty Jean Geffrard |

| 88' | Samuel Jeanty |

| Principal  | Andris Treimanis       |
| Asistentes | Haralds Gudermanis     |
|            | Aleksejs Spasjonnikovs |
| Cuarto     | Juan Calderón          |

| VAR            | Bibiana Steinhaus  |
| Asistentes VAR | Bartosz Frankowski |

|  |                    |     |     |
|  | Tiros              | 13  | 13  |
|  | Tiros a puerta     | 6   | 3   |
|  | Faltas             | 15  | 14  |
|  | Saques de esquina  | 5   | 8   |
|  | Penaltis           | 0   | 1   |
|  | Fueras de juego    | 2   | 1   |
|  | Posesión del balón | 52% | 48% |

| 1     | POR   | Julio Fierro      |     |
| 2     | DEF   | David Tati        | 90' |
| 5     | DEF   | Daniel González   |     |
| 15    | DEF   | Daniel Gutiérrez  |     |
| 4     | DEF   | Cristián Riquelme |     |
| 6     | MED   | Vicente Pizarro   |     |
| 8     | MED   | Danilo Díaz       | 61' |
| 20    | MED   | Luis Rojas        |     |
| 7     | DEL   | Gonzalo Tapia     |     |
| 9     | DEL   | Alexander Aravena |     |
| 11    | DEL   | Alexander Oroz    | 73' |
| D. T. | D. T. | Cristián Leiva    |     |

| 1     | POR   | Stephner Paul      |     |
| 2     | DEF   | Jean Geffrard      |     |
| 14    | DEF   | Woodbens Ceneus    |     |
| 3     | DEF   | Samuel Jeanty      |     |
| 5     | DEF   | Stanley Guirand    |     |
| 11    | MED   | Fredler Christophe |     |
| 6     | MED   | Corlens Etienne    | 81' |
| 18    | MED   | Carl Sainte        |     |
| 13    | MED   | Maudwindo Germain  | 74' |
| 10    | MED   | Dany Jean          |     |
| 9     | DEL   | Kervens Jolicoeur  |     |
| D. T. | D. T. | Miguel Perdomo     |     |

| 10 | MED | Joan Cruz        | 61' |
| 18 | DEL | Kennan Sepúlveda | 73' |
| 13 | DEF | Bruno Gutiérrez  | 90' |

| 8  | MED | Rolph Philippe   | 74' |
| 17 | DEL | Frantzety Herard | 81' |

| 11' · 45' (a.g.) · 52' · 89' | Luis Rojas Woodbens Ceneus Gonzalo Tapia David Tati | 1:0 2:1 3:1 4:2 |

| 37' (pen.) · 55' | Samuel Jeanty Kervens Jolicoeur | 1:1 3:2 |

| 46' · 84' | Cristián Riquelme David Tati |

| 31' · 58' | Samuel Jeanty Jean Geffrard |

| 88' | Samuel Jeanty |

| Principal  | Andris Treimanis       |
| Asistentes | Haralds Gudermanis     |
|            | Aleksejs Spasjonnikovs |
| Cuarto     | Juan Calderón          |

| VAR            | Bibiana Steinhaus  |
| Asistentes VAR | Bartosz Frankowski |

|  |                    |     |     |
|  | Tiros              | 13  | 13  |
|  | Tiros a puerta     | 6   | 3   |
|  | Faltas             | 15  | 14  |
|  | Saques de esquina  | 5   | 8   |
|  | Penaltis           | 0   | 1   |
|  | Fueras de juego    | 2   | 1   |
|  | Posesión del balón | 52% | 48% |

#### Fecha 3
| 1     | POR   | Julio Fierro      |     |
| 2     | DEF   | David Tati        |     |
| 5     | DEF   | Daniel González   |     |
| 3     | DEF   | Nicolás Garrido   |     |
| 4     | DEF   | Cristian Riquelme |     |
| 6     | MED   | Vicente Pizarro   |     |
| 14    | MED   | César Pérez       | 55' |
| 20    | MED   | Luis Rojas        |     |
| 10    | MED   | Joan Cruz         | 87' |
| 11    | DEL   | Alexander Oroz    | 82' |
| 7     | DEL   | Gonzalo Tapia     |     |
| D. T. | D. T. | Cristián Leiva    |     |

| 1     | POR   | Shin Song-hun  |     |
| 3     | DEF   | Son Ho-jun     |     |
| 4     | DEF   | Lee Han-beom   |     |
| 5     | DEF   | Hong Sung-wook |     |
| 13    | DEF   | Kim Ryun-seong | 82' |
| 8     | MED   | Oh Jae-hyuk    |     |
| 6     | MED   | Yoon Seok-joo  |     |
| 2     | MED   | Lee Tae-seok   |     |
| 16    | MED   | Eom Ji-sung    | 64' |
| 9     | DEL   | Choi Min-seo   |     |
| 19    | DEL   | Paik Sang-hoon | 60' |
| D. T. | D. T. | Kim Jung-soo   |     |

| 17 | DEL | César Díaz       | 55' |
| 18 | DEL | Kennan Sepúlveda | 82' |
| 8  | MED | Danilo Díaz      | 87' |

| 11 | DEL | Jung Sang-bin | 60' |
| 7  | DEF | Kim Yong-hak  | 64' |
| 18 | DEL | Moon Jun-ho   | 82' |

| 41' | Alexander Oroz | 1:2 |

| 1' · 30' | Paik Sang-hoon Hong Sung-wook | 0:1 0:2 |

| 33' | David Tati |

| 10' · 56' · 66' | Lee Tae-seok Yoon Suk-ju Jung Sang-bin |

| Principal  | Georgi Kabakov    |
| Asistentes | Martin Margaritov |
|            | Diyan Valkov      |
| Cuarto     | Ivo Méndez        |

| VAR            | Dennis Higler      |
| Asistentes VAR | Luis Miguel Branco |

|  |                    |     |     |
|  | Tiros              | 8   | 18  |
|  | Tiros a puerta     | 2   | 3   |
|  | Faltas             | 12  | 12  |
|  | Saques de esquina  | 4   | 8   |
|  | Penaltis           | 0   | 0   |
|  | Fueras de juego    | 1   | 2   |
|  | Posesión del balón | 54% | 46% |

| 1     | POR   | Julio Fierro      |     |
| 2     | DEF   | David Tati        |     |
| 5     | DEF   | Daniel González   |     |
| 3     | DEF   | Nicolás Garrido   |     |
| 4     | DEF   | Cristian Riquelme |     |
| 6     | MED   | Vicente Pizarro   |     |
| 14    | MED   | César Pérez       | 55' |
| 20    | MED   | Luis Rojas        |     |
| 10    | MED   | Joan Cruz         | 87' |
| 11    | DEL   | Alexander Oroz    | 82' |
| 7     | DEL   | Gonzalo Tapia     |     |
| D. T. | D. T. | Cristián Leiva    |     |

| 1     | POR   | Shin Song-hun  |     |
| 3     | DEF   | Son Ho-jun     |     |
| 4     | DEF   | Lee Han-beom   |     |
| 5     | DEF   | Hong Sung-wook |     |
| 13    | DEF   | Kim Ryun-seong | 82' |
| 8     | MED   | Oh Jae-hyuk    |     |
| 6     | MED   | Yoon Seok-joo  |     |
| 2     | MED   | Lee Tae-seok   |     |
| 16    | MED   | Eom Ji-sung    | 64' |
| 9     | DEL   | Choi Min-seo   |     |
| 19    | DEL   | Paik Sang-hoon | 60' |
| D. T. | D. T. | Kim Jung-soo   |     |

| 17 | DEL | César Díaz       | 55' |
| 18 | DEL | Kennan Sepúlveda | 82' |
| 8  | MED | Danilo Díaz      | 87' |

| 11 | DEL | Jung Sang-bin | 60' |
| 7  | DEF | Kim Yong-hak  | 64' |
| 18 | DEL | Moon Jun-ho   | 82' |

| 41' | Alexander Oroz | 1:2 |

| 1' · 30' | Paik Sang-hoon Hong Sung-wook | 0:1 0:2 |

| 33' | David Tati |

| 10' · 56' · 66' | Lee Tae-seok Yoon Suk-ju Jung Sang-bin |

| Principal  | Georgi Kabakov    |
| Asistentes | Martin Margaritov |
|            | Diyan Valkov      |
| Cuarto     | Ivo Méndez        |

| VAR            | Dennis Higler      |
| Asistentes VAR | Luis Miguel Branco |

|  |                    |     |     |
|  | Tiros              | 8   | 18  |
|  | Tiros a puerta     | 2   | 3   |
|  | Faltas             | 12  | 12  |
|  | Saques de esquina  | 4   | 8   |
|  | Penaltis           | 0   | 0   |
|  | Fueras de juego    | 1   | 2   |
|  | Posesión del balón | 54% | 46% |

| 1     | POR   | Julio Fierro      |     |
| 2     | DEF   | David Tati        |     |
| 5     | DEF   | Daniel González   |     |
| 3     | DEF   | Nicolás Garrido   |     |
| 4     | DEF   | Cristian Riquelme |     |
| 6     | MED   | Vicente Pizarro   |     |
| 14    | MED   | César Pérez       | 55' |
| 20    | MED   | Luis Rojas        |     |
| 10    | MED   | Joan Cruz         | 87' |
| 11    | DEL   | Alexander Oroz    | 82' |
| 7     | DEL   | Gonzalo Tapia     |     |
| D. T. | D. T. | Cristián Leiva    |     |

| 1     | POR   | Shin Song-hun  |     |
| 3     | DEF   | Son Ho-jun     |     |
| 4     | DEF   | Lee Han-beom   |     |
| 5     | DEF   | Hong Sung-wook |     |
| 13    | DEF   | Kim Ryun-seong | 82' |
| 8     | MED   | Oh Jae-hyuk    |     |
| 6     | MED   | Yoon Seok-joo  |     |
| 2     | MED   | Lee Tae-seok   |     |
| 16    | MED   | Eom Ji-sung    | 64' |
| 9     | DEL   | Choi Min-seo   |     |
| 19    | DEL   | Paik Sang-hoon | 60' |
| D. T. | D. T. | Kim Jung-soo   |     |

| 17 | DEL | César Díaz       | 55' |
| 18 | DEL | Kennan Sepúlveda | 82' |
| 8  | MED | Danilo Díaz      | 87' |

| 11 | DEL | Jung Sang-bin | 60' |
| 7  | DEF | Kim Yong-hak  | 64' |
| 18 | DEL | Moon Jun-ho   | 82' |

| 41' | Alexander Oroz | 1:2 |

| 1' · 30' | Paik Sang-hoon Hong Sung-wook | 0:1 0:2 |

| 33' | David Tati |

| 10' · 56' · 66' | Lee Tae-seok Yoon Suk-ju Jung Sang-bin |

| Principal  | Georgi Kabakov    |
| Asistentes | Martin Margaritov |
|            | Diyan Valkov      |
| Cuarto     | Ivo Méndez        |

| VAR            | Dennis Higler      |
| Asistentes VAR | Luis Miguel Branco |

|  |                    |     |     |
|  | Tiros              | 8   | 18  |
|  | Tiros a puerta     | 2   | 3   |
|  | Faltas             | 12  | 12  |
|  | Saques de esquina  | 4   | 8   |
|  | Penaltis           | 0   | 0   |
|  | Fueras de juego    | 1   | 2   |
|  | Posesión del balón | 54% | 46% |

| 1     | POR   | Julio Fierro      |     |
| 2     | DEF   | David Tati        |     |
| 5     | DEF   | Daniel González   |     |
| 3     | DEF   | Nicolás Garrido   |     |
| 4     | DEF   | Cristian Riquelme |     |
| 6     | MED   | Vicente Pizarro   |     |
| 14    | MED   | César Pérez       | 55' |
| 20    | MED   | Luis Rojas        |     |
| 10    | MED   | Joan Cruz         | 87' |
| 11    | DEL   | Alexander Oroz    | 82' |
| 7     | DEL   | Gonzalo Tapia     |     |
| D. T. | D. T. | Cristián Leiva    |     |

| 1     | POR   | Shin Song-hun  |     |
| 3     | DEF   | Son Ho-jun     |     |
| 4     | DEF   | Lee Han-beom   |     |
| 5     | DEF   | Hong Sung-wook |     |
| 13    | DEF   | Kim Ryun-seong | 82' |
| 8     | MED   | Oh Jae-hyuk    |     |
| 6     | MED   | Yoon Seok-joo  |     |
| 2     | MED   | Lee Tae-seok   |     |
| 16    | MED   | Eom Ji-sung    | 64' |
| 9     | DEL   | Choi Min-seo   |     |
| 19    | DEL   | Paik Sang-hoon | 60' |
| D. T. | D. T. | Kim Jung-soo   |     |

| 17 | DEL | César Díaz       | 55' |
| 18 | DEL | Kennan Sepúlveda | 82' |
| 8  | MED | Danilo Díaz      | 87' |

| 11 | DEL | Jung Sang-bin | 60' |
| 7  | DEF | Kim Yong-hak  | 64' |
| 18 | DEL | Moon Jun-ho   | 82' |

| 41' | Alexander Oroz | 1:2 |

| 1' · 30' | Paik Sang-hoon Hong Sung-wook | 0:1 0:2 |

| 33' | David Tati |

| 10' · 56' · 66' | Lee Tae-seok Yoon Suk-ju Jung Sang-bin |

| Principal  | Georgi Kabakov    |
| Asistentes | Martin Margaritov |
|            | Diyan Valkov      |
| Cuarto     | Ivo Méndez        |

| VAR            | Dennis Higler      |
| Asistentes VAR | Luis Miguel Branco |

|  |                    |     |     |
|  | Tiros              | 8   | 18  |
|  | Tiros a puerta     | 2   | 3   |
|  | Faltas             | 12  | 12  |
|  | Saques de esquina  | 4   | 8   |
|  | Penaltis           | 0   | 0   |
|  | Fueras de juego    | 1   | 2   |
|  | Posesión del balón | 54% | 46% |

### Fase final

#### Octavos de final
| 1     | POR   | Matheus Donelli             |     |
| 6     | DEF   | Patryck Lanza               | 87' |
| 4     | DEF   | Luan Patrick                |     |
| 3     | DEF   | Henri                       |     |
| 13    | DEF   | Gustavo García              |     |
| 10    | MED   | João Gabriel Martins Peglow | 54' |
| 5     | MED   | Daniel Cabral               |     |
| 17    | MED   | Diego Rosa                  |     |
| 11    | DEL   | Talles Magno                |     |
| 9     | DEL   | Kaio Jorge                  | 77' |
| 7     | DEL   | Gabriel Veron               |     |
| D. T. | D. T. | Guilherme Dalla Déa         |     |

| 1     | POR   | Julio Fierro      |     |
| 4     | DEF   | Cristian Riquelme | 80' |
| 15    | DEF   | Daniel Gutiérrez  |     |
| 5     | DEF   | Daniel González   |     |
| 13    | DEF   | Bruno Gutiérrez   |     |
| 6     | MED   | Vicente Pizarro   |     |
| 20    | MED   | Luis Rojas        |     |
| 10    | MED   | Joan Cruz         | 74' |
| 7     | DEL   | Gonzalo Tapia     |     |
| 8     | DEL   | Alexander Aravena |     |
| 18    | DEL   | Kennan Sepúlveda  | 46' |
| D. T. | D. T. | Cristián Leiva    |     |

| 19 | MED | Pedro Lucas | 54' |
| 16 | MED | Sandry      | 77' |
| 15 | DEF | Renan       | 87' |

| 11 | DEL | Alexander Oroz | 46' |
| 14 | MED | César Pérez    | 74' |
| 17 | DEL | César Díaz     | 80' |

| 8' · 45+2' · 65' | Kaio Jorge Diego Rosa | 1:0 2:2 3:2 |

| 25' · 41' | Joan Cruz | 1:1 1:2 |

| 53' · 60' | Diego Rosa Patryck Lanza |

| 5' · 47' · 64' | Daniel González Bruno Gutiérrez Joan Cruz |

| Principal  | Andris Treimanis       |
| Asistentes | Haralds Gudermanis     |
|            | Aleksejs Spasjonnikovs |
| Cuarto     | Andreas Ekberg         |
| Quinto     | Mehmet Culum           |

| VAR            | Ricardo de Burgos Bengoetxea |
| Asistentes VAR | Hiroyuki Kimura              |

|  |                    |     |     |
|  | Tiros              | 19  | 10  |
|  | Tiros a puerta     | 8   | 3   |
|  | Faltas             | 14  | 18  |
|  | Saques de esquina  | 3   | 1   |
|  | Penaltis           | 1   | 0   |
|  | Fueras de juego    | 1   | 1   |
|  | Posesión del balón | 49% | 51% |

| 1     | POR   | Matheus Donelli             |     |
| 6     | DEF   | Patryck Lanza               | 87' |
| 4     | DEF   | Luan Patrick                |     |
| 3     | DEF   | Henri                       |     |
| 13    | DEF   | Gustavo García              |     |
| 10    | MED   | João Gabriel Martins Peglow | 54' |
| 5     | MED   | Daniel Cabral               |     |
| 17    | MED   | Diego Rosa                  |     |
| 11    | DEL   | Talles Magno                |     |
| 9     | DEL   | Kaio Jorge                  | 77' |
| 7     | DEL   | Gabriel Veron               |     |
| D. T. | D. T. | Guilherme Dalla Déa         |     |

| 1     | POR   | Julio Fierro      |     |
| 4     | DEF   | Cristian Riquelme | 80' |
| 15    | DEF   | Daniel Gutiérrez  |     |
| 5     | DEF   | Daniel González   |     |
| 13    | DEF   | Bruno Gutiérrez   |     |
| 6     | MED   | Vicente Pizarro   |     |
| 20    | MED   | Luis Rojas        |     |
| 10    | MED   | Joan Cruz         | 74' |
| 7     | DEL   | Gonzalo Tapia     |     |
| 8     | DEL   | Alexander Aravena |     |
| 18    | DEL   | Kennan Sepúlveda  | 46' |
| D. T. | D. T. | Cristián Leiva    |     |

| 19 | MED | Pedro Lucas | 54' |
| 16 | MED | Sandry      | 77' |
| 15 | DEF | Renan       | 87' |

| 11 | DEL | Alexander Oroz | 46' |
| 14 | MED | César Pérez    | 74' |
| 17 | DEL | César Díaz     | 80' |

| 8' · 45+2' · 65' | Kaio Jorge Diego Rosa | 1:0 2:2 3:2 |

| 25' · 41' | Joan Cruz | 1:1 1:2 |

| 53' · 60' | Diego Rosa Patryck Lanza |

| 5' · 47' · 64' | Daniel González Bruno Gutiérrez Joan Cruz |

| Principal  | Andris Treimanis       |
| Asistentes | Haralds Gudermanis     |
|            | Aleksejs Spasjonnikovs |
| Cuarto     | Andreas Ekberg         |
| Quinto     | Mehmet Culum           |

| VAR            | Ricardo de Burgos Bengoetxea |
| Asistentes VAR | Hiroyuki Kimura              |

|  |                    |     |     |
|  | Tiros              | 19  | 10  |
|  | Tiros a puerta     | 8   | 3   |
|  | Faltas             | 14  | 18  |
|  | Saques de esquina  | 3   | 1   |
|  | Penaltis           | 1   | 0   |
|  | Fueras de juego    | 1   | 1   |
|  | Posesión del balón | 49% | 51% |

| 1     | POR   | Matheus Donelli             |     |
| 6     | DEF   | Patryck Lanza               | 87' |
| 4     | DEF   | Luan Patrick                |     |
| 3     | DEF   | Henri                       |     |
| 13    | DEF   | Gustavo García              |     |
| 10    | MED   | João Gabriel Martins Peglow | 54' |
| 5     | MED   | Daniel Cabral               |     |
| 17    | MED   | Diego Rosa                  |     |
| 11    | DEL   | Talles Magno                |     |
| 9     | DEL   | Kaio Jorge                  | 77' |
| 7     | DEL   | Gabriel Veron               |     |
| D. T. | D. T. | Guilherme Dalla Déa         |     |

| 1     | POR   | Julio Fierro      |     |
| 4     | DEF   | Cristian Riquelme | 80' |
| 15    | DEF   | Daniel Gutiérrez  |     |
| 5     | DEF   | Daniel González   |     |
| 13    | DEF   | Bruno Gutiérrez   |     |
| 6     | MED   | Vicente Pizarro   |     |
| 20    | MED   | Luis Rojas        |     |
| 10    | MED   | Joan Cruz         | 74' |
| 7     | DEL   | Gonzalo Tapia     |     |
| 8     | DEL   | Alexander Aravena |     |
| 18    | DEL   | Kennan Sepúlveda  | 46' |
| D. T. | D. T. | Cristián Leiva    |     |

| 19 | MED | Pedro Lucas | 54' |
| 16 | MED | Sandry      | 77' |
| 15 | DEF | Renan       | 87' |

| 11 | DEL | Alexander Oroz | 46' |
| 14 | MED | César Pérez    | 74' |
| 17 | DEL | César Díaz     | 80' |

| 8' · 45+2' · 65' | Kaio Jorge Diego Rosa | 1:0 2:2 3:2 |

| 25' · 41' | Joan Cruz | 1:1 1:2 |

| 53' · 60' | Diego Rosa Patryck Lanza |

| 5' · 47' · 64' | Daniel González Bruno Gutiérrez Joan Cruz |

| Principal  | Andris Treimanis       |
| Asistentes | Haralds Gudermanis     |
|            | Aleksejs Spasjonnikovs |
| Cuarto     | Andreas Ekberg         |
| Quinto     | Mehmet Culum           |

| VAR            | Ricardo de Burgos Bengoetxea |
| Asistentes VAR | Hiroyuki Kimura              |

|  |                    |     |     |
|  | Tiros              | 19  | 10  |
|  | Tiros a puerta     | 8   | 3   |
|  | Faltas             | 14  | 18  |
|  | Saques de esquina  | 3   | 1   |
|  | Penaltis           | 1   | 0   |
|  | Fueras de juego    | 1   | 1   |
|  | Posesión del balón | 49% | 51% |

| 1     | POR   | Matheus Donelli             |     |
| 6     | DEF   | Patryck Lanza               | 87' |
| 4     | DEF   | Luan Patrick                |     |
| 3     | DEF   | Henri                       |     |
| 13    | DEF   | Gustavo García              |     |
| 10    | MED   | João Gabriel Martins Peglow | 54' |
| 5     | MED   | Daniel Cabral               |     |
| 17    | MED   | Diego Rosa                  |     |
| 11    | DEL   | Talles Magno                |     |
| 9     | DEL   | Kaio Jorge                  | 77' |
| 7     | DEL   | Gabriel Veron               |     |
| D. T. | D. T. | Guilherme Dalla Déa         |     |

| 1     | POR   | Julio Fierro      |     |
| 4     | DEF   | Cristian Riquelme | 80' |
| 15    | DEF   | Daniel Gutiérrez  |     |
| 5     | DEF   | Daniel González   |     |
| 13    | DEF   | Bruno Gutiérrez   |     |
| 6     | MED   | Vicente Pizarro   |     |
| 20    | MED   | Luis Rojas        |     |
| 10    | MED   | Joan Cruz         | 74' |
| 7     | DEL   | Gonzalo Tapia     |     |
| 8     | DEL   | Alexander Aravena |     |
| 18    | DEL   | Kennan Sepúlveda  | 46' |
| D. T. | D. T. | Cristián Leiva    |     |

| 19 | MED | Pedro Lucas | 54' |
| 16 | MED | Sandry      | 77' |
| 15 | DEF | Renan       | 87' |

| 11 | DEL | Alexander Oroz | 46' |
| 14 | MED | César Pérez    | 74' |
| 17 | DEL | César Díaz     | 80' |

| 8' · 45+2' · 65' | Kaio Jorge Diego Rosa | 1:0 2:2 3:2 |

| 25' · 41' | Joan Cruz | 1:1 1:2 |

| 53' · 60' | Diego Rosa Patryck Lanza |

| 5' · 47' · 64' | Daniel González Bruno Gutiérrez Joan Cruz |

| Principal  | Andris Treimanis       |
| Asistentes | Haralds Gudermanis     |
|            | Aleksejs Spasjonnikovs |
| Cuarto     | Andreas Ekberg         |
| Quinto     | Mehmet Culum           |

| VAR            | Ricardo de Burgos Bengoetxea |
| Asistentes VAR | Hiroyuki Kimura              |

|  |                    |     |     |
|  | Tiros              | 19  | 10  |
|  | Tiros a puerta     | 8   | 3   |
|  | Faltas             | 14  | 18  |
|  | Saques de esquina  | 3   | 1   |
|  | Penaltis           | 1   | 0   |
|  | Fueras de juego    | 1   | 1   |
|  | Posesión del balón | 49% | 51% |

## Estadísticas

### Generales
| Pts | PJ | PG | PE | PP | GF | GC | Dif | Resultado |
| --- | -- | -- | -- | -- | -- | -- | --- | --------- |
| 3   | 4  | 1  | 0  | 3  | 7  | 9  | -2  | 16.º      |

### Goleadores
| Jugador        | Goles | Jugada | Cabeza | T. libre | Penal |
| -------------- | ----- | ------ | ------ | -------- | ----- |
| Joan Cruz      | 2     | 2      | 0      | 0        | 0     |
| David Tati     | 1     | 0      | 0      | 1        | 0     |
| Alexander Oroz | 1     | 1      | 0      | 0        | 0     |
| Gonzalo Tapia  | 1     | 0      | 1      | 0        | 0     |
| Luis Rojas     | 1     | 1      | 0      | 0        | 0     |
| Autogol        | 1     | -      | -      | -        | -     |

### Asistencias
| Jugador         | Asistencias |
| Gonzalo Tapia   | 1           |
| Daniel González | 1           |
| Vicente Pizarro | 1           |
| --------------- | ----------- |

### Participación de jugadores
| #  | Pos        | Jugador       | PJ | Minutos Jugados | Goles recibidos | Arco en cero | Tarjetas Amarillas | Doble Tarjeta Amarilla y Roja | Tarjetas Rojas |
| -- | ---------- | ------------- | -- | --------------- | --------------- | ------------ | ------------------ | ----------------------------- | -------------- |
| 1  | Guardameta | Julio Fierro  | 4  | 390             | 9               | 0            | 0                  | 0                             | 0              |
| 12 | Guardameta | Diego Carreño | 0  | 0               | 0               | 0            | 0                  | 0                             | 0              |
| 21 | Guardameta | Vicente Reyes | 0  | 0               | 0               | 0            | 0                  | 0                             | 0              |

| #  | Pos            | Jugador           | PJ | Minutos Jugados | Goles | Asistencias | Tarjetas Amarillas | Doble Tarjeta Amarilla y Roja | Tarjetas Rojas |
| -- | -------------- | ----------------- | -- | --------------- | ----- | ----------- | ------------------ | ----------------------------- | -------------- |
| 2  | Defensa        | David Tati        | 2  | 180             | 1     | 0           | 2                  | 0                             | 0              |
| 3  | Defensa        | Nicolás Garrido   | 1  | 90              | 0     | 0           | 0                  | 0                             | 0              |
| 4  | Defensa        | Cristian Riquelme | 4  | 350             | 0     | 0           | 1                  | 0                             | 0              |
| 5  | Defensa        | Daniel González   | 4  | 390             | 0     | 1           | 1                  | 0                             | 0              |
| 6  | Centrocampista | Vicente Pizarro   | 4  | 390             | 0     | 1           | 1                  | 0                             | 0              |
| 7  | Delantero      | Gonzalo Tapia     | 3  | 292             | 1     | 1           | 0                  | 0                             | 0              |
| 8  | Centrocampista | Danilo Díaz       | 2  | 64              | 0     | 0           | 0                  | 0                             | 0              |
| 9  | Delantero      | Alexander Aravena | 3  | 266             | 0     | 0           | 0                  | 0                             | 0              |
| 10 | Centrocampista | Joan Cruz         | 4  | 207             | 2     | 0           | 1                  | 0                             | 0              |
| 11 | Delantero      | Alexander Oroz    | 4  | 201             | 1     | 0           | 1                  | 0                             | 0              |
| 13 | Defensa        | Bruno Gutiérrez   | 3  | 181             | 0     | 0           | 1                  | 0                             | 0              |
| 14 | Centrocampista | César Pérez       | 3  | 144             | 0     | 0           | 0                  | 0                             | 0              |
| 15 | Defensa        | Daniel Gutiérrez  | 3  | 270             | 0     | 0           | 0                  | 0                             | 0              |
| 16 | Centrocampista | Patricio Flores   | 0  | 0               | 0     | 0           | 0                  | 0                             | 0              |
| 17 | Delantero      | César Díaz        | 2  | 45              | 0     | 0           | 0                  | 0                             | 0              |
| 18 | Delantero      | Kennan Sepúlveda  | 4  | 160             | 0     | 0           | 0                  | 0                             | 0              |
| 19 | Delantero      | Lucas Assadi      | 1  | 4               | 0     | 0           | 0                  | 0                             | 0              |
| 20 | Centrocampista | Luis Rojas        | 4  | 390             | 1     | 0           | 0                  | 0                             | 0              |